# Nils Lavik
Nils Andresson Lavik (* 8. Januar 1884 in Eksingedalen (heute Teil von Vaksdal), Hordaland; † 14. Juli 1966) war ein norwegischer Politiker der Kristelig Folkeparti (KrF), der unter anderem mehr als zwanzig Jahre Abgeordneter des Storting und dreizehn Jahre Vorsitzender der KrF war.

## Leben

### Berufliche Tätigkeiten und kirchliches Engagement
Lavik, Sohn eines Landwirts, besuchte nach der Jugendschule (Ungdomsskule) in Framnes von 1902 bis 1903 die Volkshochschule (Folkehøgskule) in Voss. Danach arbeitete er zwischen 1904 und 1914 als Knecht auf verschiedenen Bauernhöfen in Eksingedalen. Daneben engagierte er sich als Redakteur bei der Jugendzeitung der Bibelschule in Bergen und war von 1908 bis 1919 in den Wintermonaten auch Vertreter des Verbandes für die Innere Mission in Vestlandet (Det Vestlandske Indremisjonsforbund).
1915 wurde er selbst Lehrer an der Bibelschule in Bergen und daneben von 1920 bis 1922 auch Lehrer in Eksingedalen. Außerdem war er zwischen 1919 und 1926 Vorstandsvorsitzender der Jugendschule in Nordhordland. Lavik war außerdem zwischen 1920 und 1955 Vorstandsmitglied von Det Vestlandske Indremisjonsforbund sowie von 1922 bis 1927 Sekretär des Vorstandes. Zwischen 1923 und 1930 sowie erneut von 1932 bis 1941 war Lavik Redakteur der Zeitung Sambaandet und zugleich von 1926 bis 1933 Rektor der Bibelschule von Bergen. 1932 wurde er Vorsitzender von Det Vestlandske Indremisjonsforbund und übte dieses Amt bis 1950 aus.

### Abgeordneter im Storting und Vorsitzender der KrF
Ursprünglich gehörte Lavik der liberalen Venstre an und war für diese von 1931 bis 1933 stellvertretendes Mitglied im Storting. Als der Versuch scheiterte, Lavik als Kandidaten der liberalen Venstre-Partei im Wahlkreis Hordaland aufzustellen, rief Ingebrigt Bjørø in Bergen für den 4. September 1933 zur Gründung der KrF auf. Bei der Parlamentswahl am 16. Oktober 1933 erhielt Nils Lavik über 10.000 Wählerstimmen und wurde erster Abgeordneter seiner Partei im Storting. Dort vertrat er zwanzig Jahre bis 1953 lang den Wahlkreis Hordaland.
1938 wurde Lavik Nachfolger von Ingebrigt Bjørø als Vorsitzender der Kristelig Folkeparti, und behielt diese Funktion bis zu seiner Ablösung durch Erling Wikborg im Jahr 1951. Zwischen Dezember 1945 und Januar 1954 war er darüber hinaus Vorsitzender der Fraktion der KrF im Storting.
Während seiner langjährigen Parlamentszugehörigkeit war er zudem von Dezember 1945 bis Januar 1950 stellvertretender Vorsitzender des Ausschusses für Kirchen und Schulen (Kirke- og skolekomité). Des Weiteren war er zeitweilig Mitglied der Stortingausschüsse für Wahlen (Valgkomité) und für Auswärtige und Verfassungsangelegenheiten (Utenriks- og konstitusjonskomité). Ferner war er für einige Zeit Mitglied der Delegation beim Nordischen Rat.
Nach seinem Ausscheiden aus dem Storting wurde er 1953 Mitglied der Geschäftsführung der Filiale der norwegischen Zentralbank, der Norges Bank, in Bergen und behielt diese Funktion bis 1956. Darüber hinaus war er von 1955 bis 1961 Vorstandsvorsitzender des Unternehmens Frekhaug Metallstøperi A/S.
Für seine politischen und gesellschaftlichen Verdienste wurde Lavik 1964 mit dem Ritterkreuz Erster Klasse des Sankt-Olav-Ordens geehrt.

## Hintergrundliteratur
- Arne R. Lomeland: Kristelig Folkeparti blir til, Oslo 1971
- Kristian Helland: Pietist i kulturkamp : Nils Lavik og framveksten av Kristeleg folkeparti, 2003, ISBN 82-7468-095-2